# Dixus
Dixus is een geslacht van kevers uit de familie van de loopkevers (Carabidae). De wetenschappelijke naam van het geslacht is voor het eerst geldig gepubliceerd in 1820 door Billberg.

## Soorten
Het geslacht Dixus omvat de volgende soorten:
- Dixus capito (Audinet-Serville, 1821)
- Dixus clypeatus P. Rossi, 1790
- Dixus eremita Dejean, 1825
- Dixus infans (Abeille, 1909)
- Dixus interruptus (Fabricius, 1775)
- Dixus klapperchi (Jedlicka, 1964)
- Dixus moloch (Piochard de la Brulerie, 1873)
- Dixus obscurus Dejean, 1825
- Dixus semicylindricus (Piochard De La Brulerie, 1872)
- Dixus sphaerocephalus (Olivier, 1795)